# José Joaquín Trejos Fernández
José Joaquín Antonio Trejos Fernández (San José, 18 aprile 1916 – San José, 10 febbraio 2010) è stato un politico costaricano.
È stato presidente della Costa Rica dal maggio 1966 al maggio 1970 come rappresentante del Partito Unificazione Nazionale.